# زیردریایی کلاس ایکس‌ئی
زیردریایی کلاس ایکس‌ئی (به انگلیسی: XE-class submarine) یک کلاس از زیردریایی است که طول آن 53.25 ft (16.23 m) می‌باشد.